# 卡爾·薩根研究所
卡爾·薩根研究所（Carl Sagan Institute）成立於2014年，位於紐約州伊薩卡康乃爾大學，旨在進一步探索太陽系內外宜居行星和衛星。卡爾·薩根研究所專注於研究系外行星的特徵以及用於尋找宇宙生命跡象的儀器。卡爾·薩根研究所的創始人兼現任所長是天文學家麗莎·卡爾特內格。
卡爾·薩根研究所於2014年成立，並於2015年5月9日更名，與天文物理學、工程學、地球與大氣科學、地質學和生物學等領域的國際機構合作，旨在採用跨學科方法尋找宇宙中其他生命以及地球生命的起源。
卡爾·薩根自1968年起在康乃爾大學任教。他曾擔任大衛鄧肯天文學與太空科學教授，並擔任該校行星研究實驗室主任，直到1996年去世。

## 外部連結
- Official Website